# Arbelo

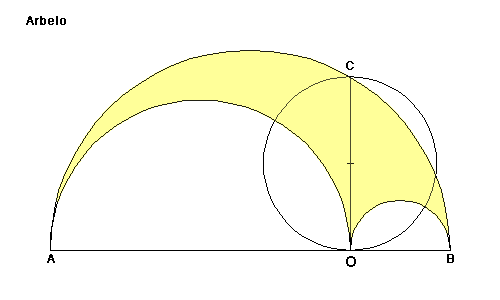
Arbelo

In geometria l'arbelo è una figura geometrica piana delimitata da tre semicirconferenze. Il termine arbelo deriva dal greco e indica il "trincetto da calzolaio". Sembrerebbe essere la prima figura che prende il nome da oggetti di uso quotidiano, in particolare da attrezzi artigianali o contadini. Probabilmente un'arma persiana aveva la stessa forma. L'arbelo è stata oggetto di studio da parte di Archimede ed è la base per la costruzione dei cerchi gemelli di Archimede.
La costruzione dell'arbelo è la seguente: sul diametro {\displaystyle AB} di un semicerchio si fissa un punto qualsiasi {\displaystyle O,} e si descrivono le due semicirconferenze interne al semicerchio dato e aventi come diametro rispettivamente {\displaystyle AO} e {\displaystyle OB.} La figura che ne risulta, limitata dalle tre semicirconferenze, è detta arbelo.
Posto {\displaystyle {\overline {OA}}=a} e {\displaystyle {\overline {OB}}=b} l'area dell'arbelo, che indichiamo con {\displaystyle S,} è:
{\displaystyle S={\frac {\pi }{2}}\left[{\left({\frac {a+b}{2}}\right)^{2}-\left({\frac {a}{2}}\right)^{2}-\left({\frac {b}{2}}\right)^{2}}\right]={\frac {\pi }{4}}ab.}
Indicato con {\displaystyle h} la lunghezza del segmento {\displaystyle OC} innalzato perpendicolarmente ad {\displaystyle AB} fino ad incontrare la semicirconferenza maggiore in {\displaystyle C,} per il secondo teorema di Euclide, si ha che {\displaystyle h^{2}=ab,} pertanto il valore della superficie può essere espresso anche come
{\displaystyle S=\left({\frac {h}{2}}\right)^{2}\pi .}
Si può pertanto concludere che: l'area dell'arbelo è uguale a quella del cerchio di diametro {\displaystyle OC.}
Se indichiamo con {\displaystyle P} il perimetro dell'arbelo si ha:
{\displaystyle P={\frac {\pi }{2}}\left({a+b+a+b}\right)=\left({a+b}\right)\pi .}
Quindi: il perimetro dell'arbelo è uguale alla lunghezza della circonferenza di diametro {\displaystyle AB.}